# De Prins van Oranje (ijzergieterij)

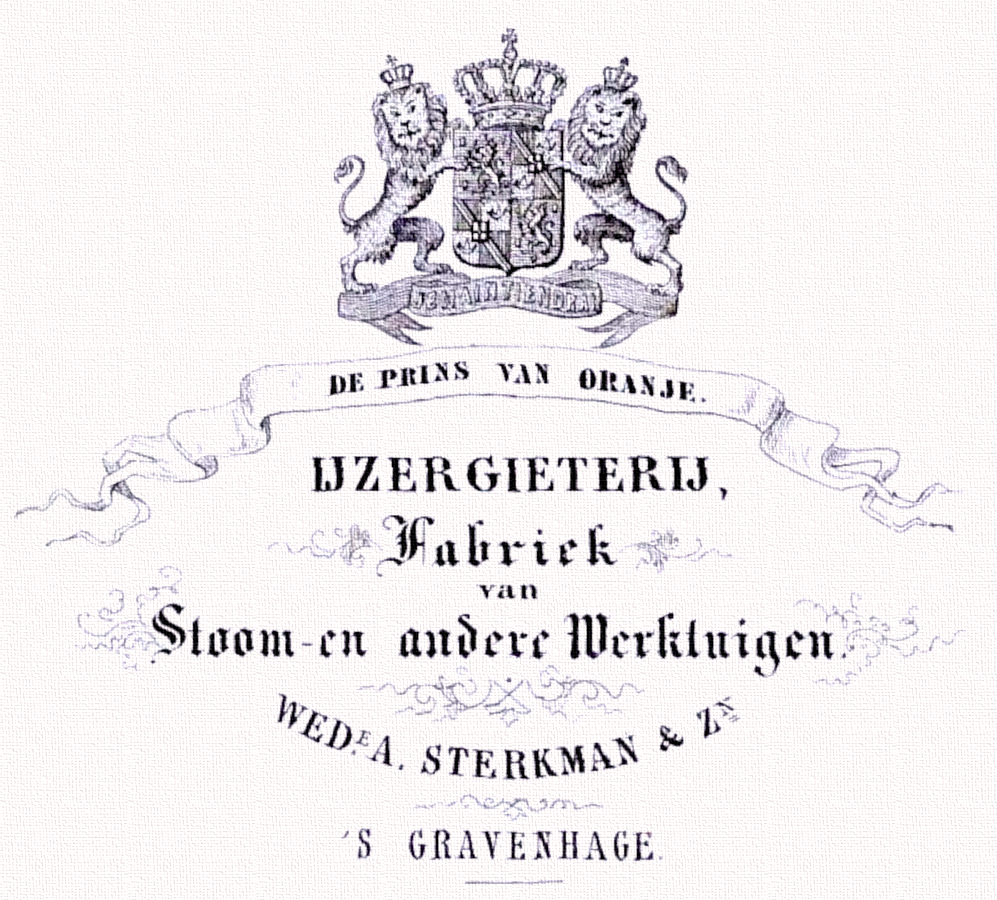
Beeldmerk IJzergieterij De Prins van Oranje, 1861

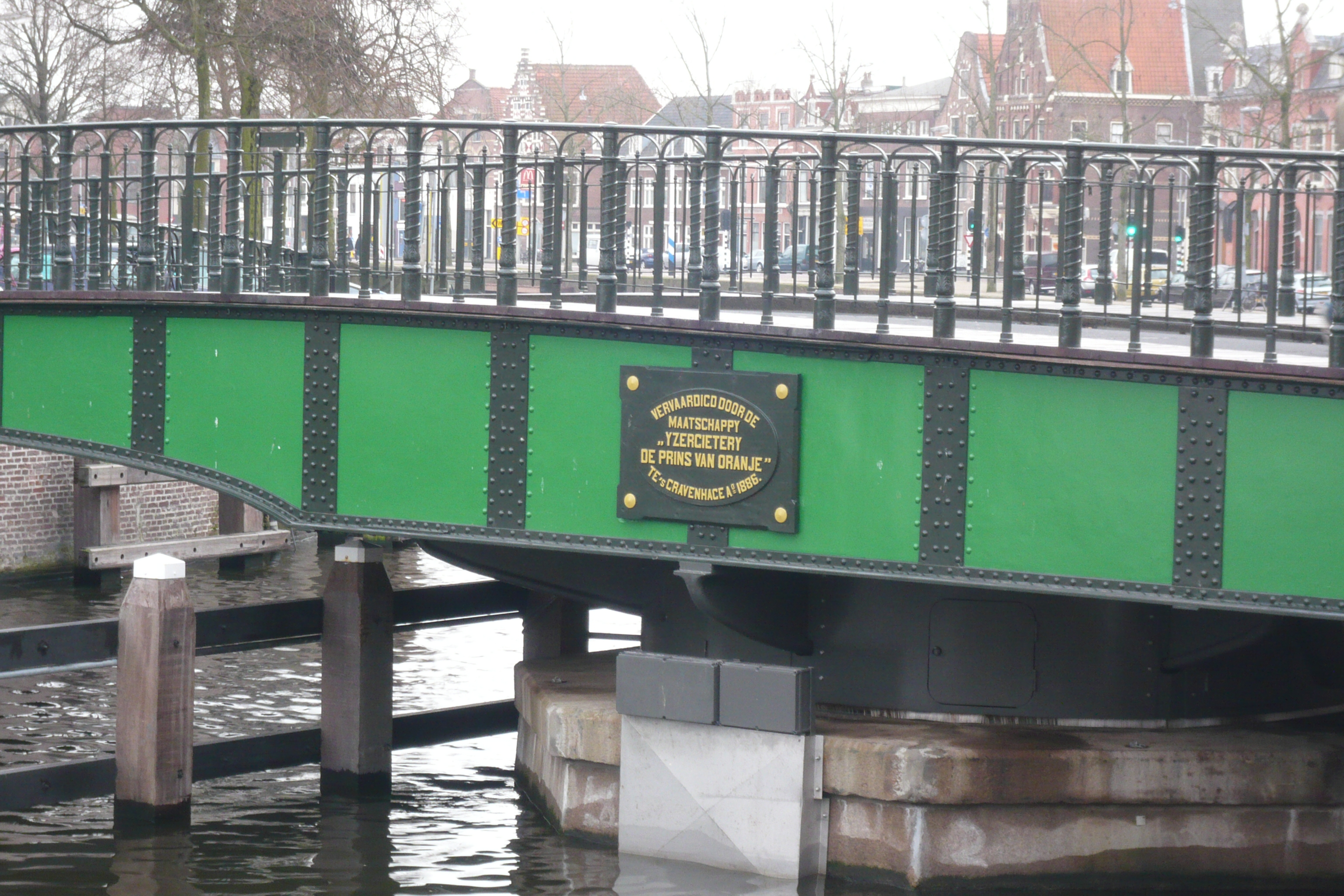
"IJzergieterij Prins van Oranje" op de Melkbrug, een draaibrug in Haarlem

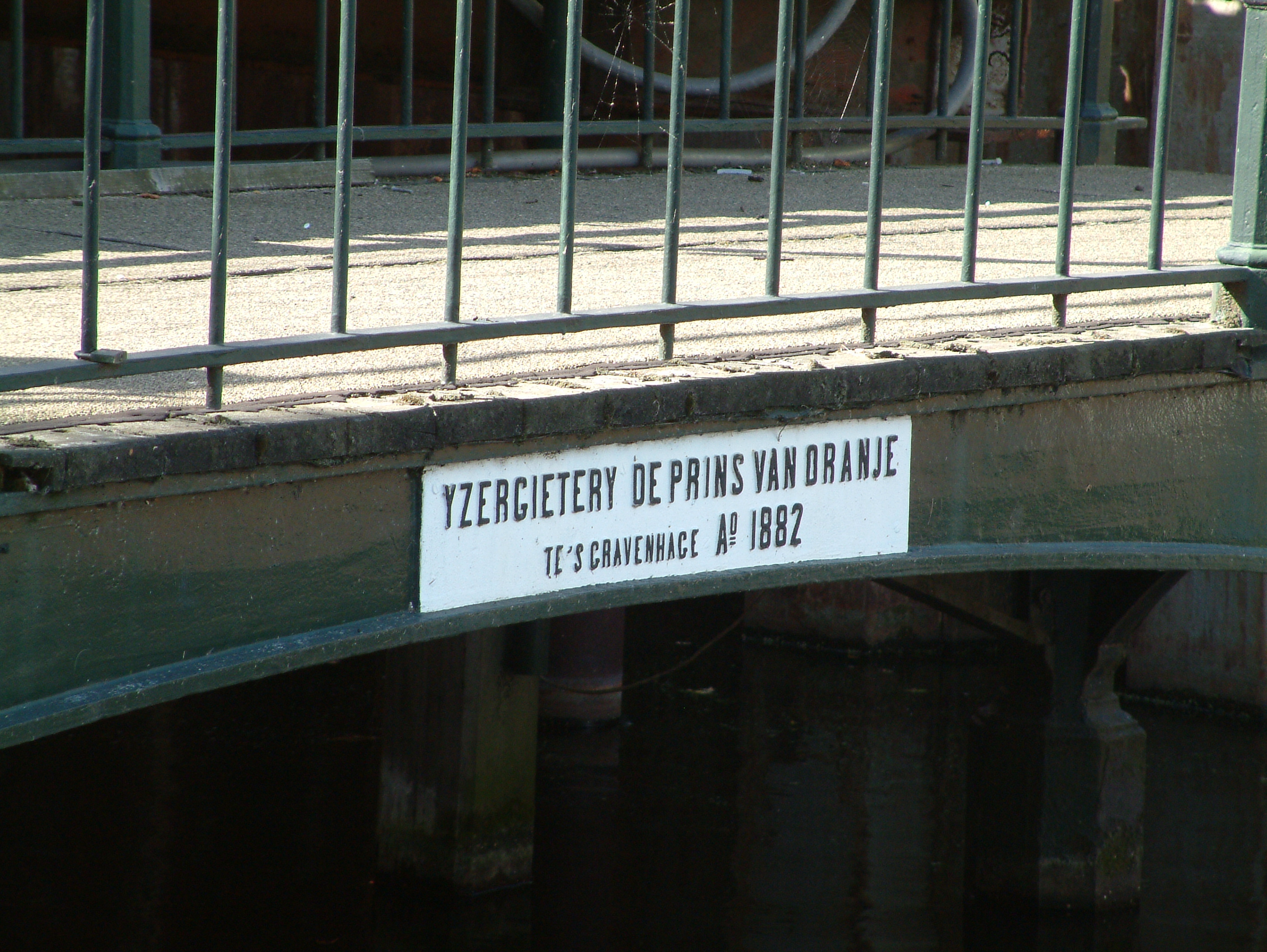
Zwembadbrug

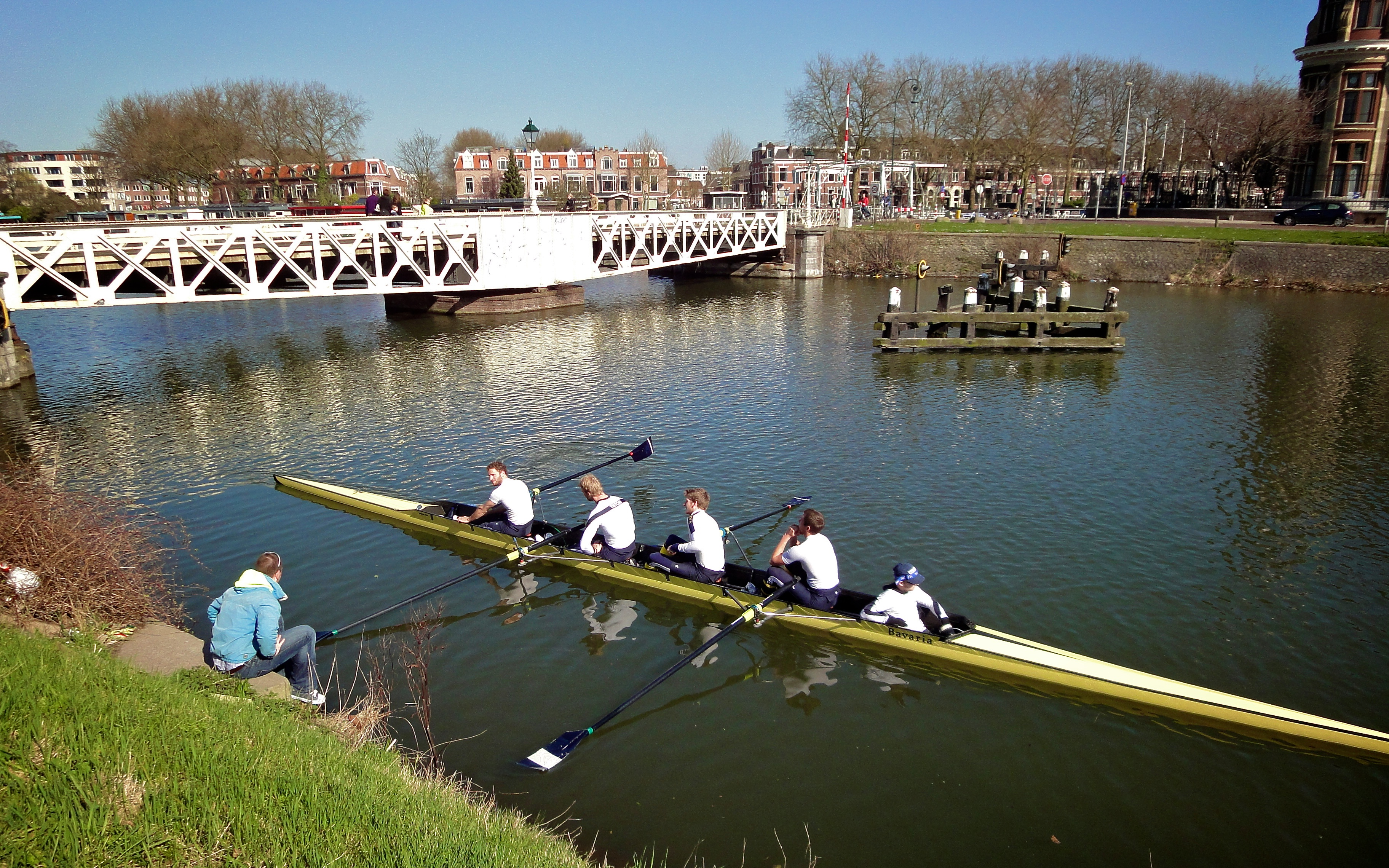
Coachpraatje bij de Muntbrug, gebouwd in 1887 door De Prins van Oranje

De Prins van Oranje was een ijzergieterij en in een latere fase tevens machinefabriek aan de Stationsweg in Den Haag die actief was van 1840 tot 1897.

## Geschiedenis
De oorsprong vormt de (kachel)smederij van Albert Sterkman, een telg uit een geslacht van smeden. Hij verkreeg in 1834 een Nederlands octrooi op een bezuinigingskachel. De (kachel)smederij werd in 1840 uitgebreid met een ijzergieterij waarvoor op 4 september de eerste steen werd gelegd. Het was de tweede in zijn soort in Den Haag na die van Enthoven & Co. Het bedrijf van Sterkman was gevestigd aan de Stationsweg, in een nieuw stationsgebied in ontwikkeling nabij de spoorlijn Amsterdam-Den Haag (1843), in 1847 doorgetrokken naar Rotterdam. Later kwam er het grote stationsgebouw van de Hollandsche IJzeren Spoorweg-Maatschappij. Na het overlijden van Albert Sterkman in 1846 zette zijn weduwe het bedrijf voort onder de naam De Weduwe A. Sterkman & Zoon. Na het overlijden van de weduwe in 1857 nam de Haagse bankier F.H.M. Pino Post het bedrijf over en kreeg het de naam De Prins van Oranje. Post had de leiding samen met een kleinzoon van Albert Sterkman, Jacobus Cornelis Paulus Hotz. In die periode kwam de vervaardiging van stoommachines en stoomketels op gang, naast onder meer constructiewerken. Hotz vormde in 1859 een nieuwe vennootschap met de Haagse koopman in vensterglas, Jacobus Johannes van Coeverden. Deze bleef in de directie van het bedrijf tot de sluiting in 1897, van 1866 tot 1874 samen met Willem Huygens Wzn en van van 1874 tot 1894 met de civiel ingenieur Jan Hendrik Huygens. Hotz bleef tot 1873 aan het bedrijf verbonden. Het bedrijf floreerde, en werd zelfs als voorbeeld door een Japanse delegatie bezocht. In 1857 waren er 152 werknemers, in het topjaar 1868 575. Dat aantal liep vervolgens met schommelingen geleidelijk terug tot 235 in 1889, maar bij de opheffing in 1897 bedroeg het aantal weer 300. 
De werkomstandigheden waren, zoals in het algemeen, niet bijster best. Zo waren de bevindingen van de Staats-commissie die in 1890 ook De Prins van Oranje onderzocht niet erg positief. Er was sinds 1864 een bedrijfszieken- en pensioenfonds maar ziektegeld en pensioengelden werden niet uitbetaald.

## Producten
Een incompleet overzicht van de productie van De Prins van Oranje:

### Bruggen
- 1859: Brug over de Dintel
- 1862: Ophaalbrug haven Den Bosch

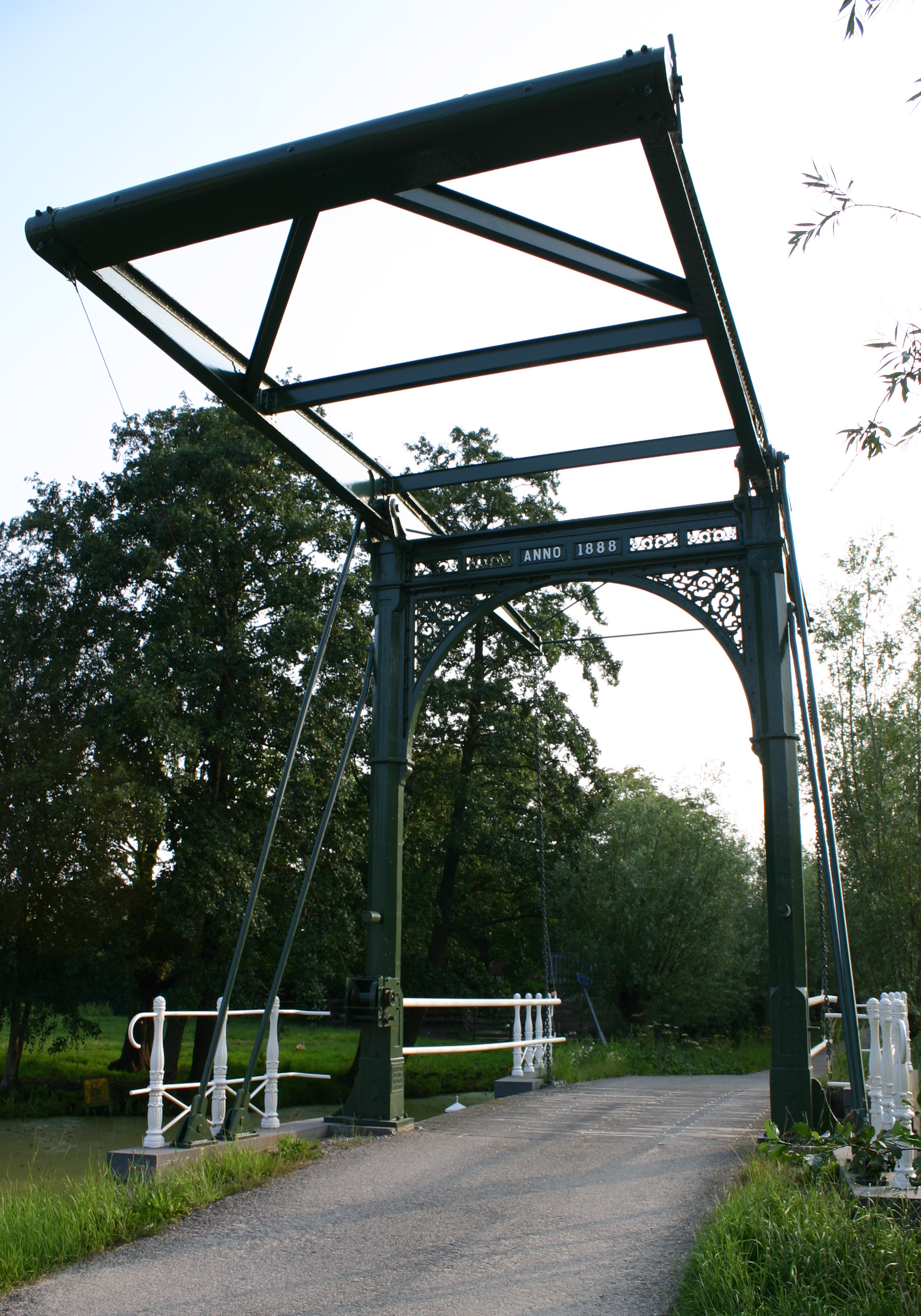
Een van de bruggen over de Stolwijkse Vaart uit 1888.

- 1862: Botbrug in Den Helder, in 1975 verwijderd
- 1863: Kerkpoortsbrug in Harlingen
- 1866: Hooikadebrug in Den Haag (GW45)[1]
- 1867: Dirck Crabethbrug, draaibrug in Gouda (plaquettes aan beide zijden)[2]
- 1870: Draaibrug straatweg Noordzeekanaal Velsen
- 1872: Tweedelige ophaalbrug over de Does te Hoogmade (vermoedelijk; sinds ~1960 te Rijnsaterswoude); Basculebrug Middelburg
- 1877: Ophaalbrug te Baambrugge[3]
- 1879: Uiterste brug in Gouda[4]
- 1881: Draaibrug in Hellevoetsluis[5]
- 1882: Mauritskade Zwembad in Den Haag (GW40)
- 1886: Melkbrug, een draaibrug in Haarlem[6]
- 1887: Muntbrug over het Merwedekanaal in Utrecht[7]
- 1888: Vijf ophaalbruggen in Stolwijk[8] over de rond 1800 gegraven Stolwijkse Vaart, vier bruggen zijn nu rijksmonument[9][10][11][12], de brug bij de sluis is vervangen door een vaste brug
- 1888: Ophaalbrug Kreugerlaan bij 1 in Weesp[13]
- 1888: Ophaalbrug te Ouderkerk aan den IJssel[14]
- 1889: Nieuwe Leuvebrug, Rotterdam
- 1893: Scheluwebrug, Rotterdam

Zie Lijst van bruggen in Den Haag

### Lantaarns
- 1859: acht lantaarns om het Plein 1813
- 1897: zes lantaarns die oorspronkelijk in Vught stonden, zijn een eeuw geleden verhuisd naar landgoed Zuiderbosch (sinds 2002 rijksmonument)[15][16]. Zij hebben florale en abstracte motieven.

### Kachels
In 1834 verkreeg Albertus Sterkman een patent voor eene nieuwe bezuinigingskagchel, met warmte buizen en circuleerpijpen. Het was een kolenkachel. Hierin bevond zich eene ijzere gegoten stoking of nieuwe vorm van vuurpot waarop twee buizen geplaatst zijn komende op iedere buis een dubbele elleboog lopende met pijpen onder in de vergaarbak, waarvan de middelpijp weder naar boven regt opgaat, waar aan een buis gemaakt is om de pijp aan te brengen die in de schoorsteen gaat, een circulatiekachel dus. In 1842 werd een nieuw octrooi aangevraagd voor een verbeterd ontwerp. De geoctroijeerde bezuinigings kagchel had een grotere vuurpot en was van onderen bijna geheel open. De rookgassen werden naar boven geleid en de koude lucht die van onder in de kachel werd opgenomen werd verwarmd en in correspondentie met de grootere opening boven op de kagchel gemaakt de warmte in meerdere mate doet uitkomen en zich in een gelijkmatige graad door het hele vertrek verspreid. De kachel kon ook hout en turf stoken. Het ontwerp van de vierkante, naar boven licht taps toelopende, kachels was fraai en de gietijzeren versiering -soms in rocaillestijl- was sierlijk.

### Molenassen
Gietijzeren molenassen vonden in de 19de eeuw volop toepassing in de Nederlandse wind- en watermolens, deels ter vervanging van bestaande houten exemplaren. De Prins van Oranje is met een productie van circa 1500 stuks water/molenassen - in een halve eeuw, tussen 1847 en 1897 - de grootste Nederlandse producent.
- 1861: bovenas (nummer 0142) van stellingmolen De Arend in Zuidland
- 1868: bovenas (nummer 0565) van stellingmolen Widde Meuln in Ten Boer
- 1877: bovenas (nummer 1089) van stellingmolen Concordia in Ede
- 1878: bovenas (nummer 1186) van molen Rust na Arbeid in Ven-Zelderheide (pas in 1911 geplaatst)
- 1879: wateras (nummer 1221) en sintelstuk van de Dijkmolen in Maasland
- 1887: as in krijtmolen d'Admiraal in Amsterdam-Buiksloot
- 1890: as in Munnikkenmolen te Leiderdorp
- 1894: verschillende molen-assen in de provincie Groningen en de poldermolen van de Groeve (Drenthe)
- 1895: as in de molen Aeolus in Adorp
- 1897: as in de molen Goliath in Groningen
- 1872: bovenas (nummer 8 ) Houtzaagmolen Bolwerksmolen Deventer

### Waterpompen & bemaling
Een belangrijk afzetgebied vormde de (stoom)bemaling, waarvoor De Prins van Oranje niet alleen de stoominstallaties maar ook de wateropvoerwerktuigen als vijzels, schepraderen en (centrigugaal)pompen leverde. Waterpompen met een gietijzeren kast maakten vanaf het begin deel uit van het productieprogramma van De Prins van Oranje. Voor de openbare watervoorziening leverde het bedrijf voor grotere verbruik achtkantige pompen naast een eenvoudiger rond model. Beide modellen zijn 180 à 190 cm hoog.
 Ook zijn zogeheten plaatspompen voor beperkt gebruik, onder meer op buitenplaatsen en boerderijen, gemaakt. Zij zijn slechts 115 cm hoog en zijn in de regel voorzien van een bak om water op te vangen.
- twee pompen in Eenrum
- dorpspomp in Nuenen[17]
- stadspompen in Workum
- pomp op het Pompplein in Egmond aan Zee in 1953 geplaatst. Afkomstig van Workum
- dorpspomp op de Hof in Amerongen

### Anders
- 1829: Toegangshek van de Hervormde begraafplaats Oudewater.
- 1862: Havenkraan in Middelburg[18] ter vervanging van een kraan uit 1746. De kraan is een rijksmonument.
- 1868: stoommachine voor de schepraderen van het poldergemaal in Krimpen aan den IJssel.
- 1871: ketels en stoomwerktuigen voor stoomschepradergemalen van de Meijepolder en de Kamerik-Teylingespolder bij Woerden.
- 1877: vijzels voor hulpstoomgemaal van de Heerhugowaard
- 18??: grenspaal 46 tussen Drente en Overijssel met provinciewapens. Ook o.a. paal 49;[19]
- 18??: toegangshek van de begraafplaats in Tienhoven[20]
- 1873: toegangshek van de Oude Algemene Begraafplaats in Ameide
- 1890: toegangshek woning Zuideinde te Naaldwijk (gemeentelijk monument)
- 1893: kilometerpalen langs de Vliet
- 18??: entreehek Kruisdijkschans Kruisdijk1 te Sluis
- 18??: toegangshek boerderijcomplex Boschrijk te Westbeemster[21]